# Urtica fragilis
Urtica fragilis är en nässelväxtart som beskrevs av Thiébaut. Urtica fragilis ingår i släktet nässlor, och familjen nässelväxter. Inga underarter finns listade i Catalogue of Life.